# Université à Oman
Voici une liste d'universités et d'établissements d'enseignement supérieur au Sultanat d'Oman :
- Ibra College of Technology
- Alburaimi University College
- Al Musanna College of Technology
- Arab Open University
- Caledonian College of Engineering
- Dhofar University
- Fire Safety Engineering College
- German University of Technology in Oman (GUtech)
- Gulf College of Oman
- Majan University College
- Mazoon College
- Middle East College of Information Technology
- Modern College of Business and Science
- Muscat University College
- Université de Nizwa
- Oman Medical College
- Royal Guard of Oman Technical College
- Scientific College of Design
- Université de Sohar
- Sultan Qaboos University
- Sur University College

## Source
- (en) Cet article est partiellement ou en totalité issu de l’article de Wikipédia en anglais intitulé « List of universities and colleges in Oman » (voir la liste des auteurs).